# Cividale del Friuli
Cividale del Friuli (Cividât in friulano, Sividât nella variante locale, Čedad in sloveno, Sibidat o Altenstadt in tedesco) è un comune italiano di 10 775 abitanti in provincia di Udine, in Friuli-Venezia Giulia: fondato in epoca romana da Giulio Cesare con il nome di Forum Iulii, da cui poi ha preso il nome tutta la regione, divenne il capoluogo del Ducato longobardo del Friuli e della Marca friulana, e la capitale temporale del Patriarcato di Aquileia.

## Geografia fisica

### Territorio
Cividale si estende su una superficie di 49,50 km², dall'altitudine minima di 97 metri alla massima di 508 metri, ai piedi dei colli del Friuli orientale, nelle Valli del Natisone, sulle sponde del Natisone, a 17 km da Udine, sulla strada che collega la pianura friulana alla media e alta valle dell'Isonzo, in territorio sloveno.

### Clima
Le precipitazioni si concentrano nei periodi compresi tra marzo e maggio, con un leggero calo nei mesi estivi e un riacutizzarsi nel periodo compreso tra ottobre e novembre inoltrato.
| Cividale del Friuli | Mesi | Mesi | Mesi | Mesi | Mesi | Mesi | Mesi | Mesi | Mesi | Mesi | Mesi | Mesi | Stagioni | Stagioni | Stagioni | Stagioni | Anno |
| Cividale del Friuli | Gen  | Feb  | Mar  | Apr  | Mag  | Giu  | Lug  | Ago  | Set  | Ott  | Nov  | Dic  | Inv      | Pri      | Est      | Aut      | Anno |
| ------------------- | ---- | ---- | ---- | ---- | ---- | ---- | ---- | ---- | ---- | ---- | ---- | ---- | -------- | -------- | -------- | -------- | ---- |
| T. max. media (°C)  | 3,5  | 5,1  | 9,2  | 14,1 | 19,3 | 22,5 | 25,0 | 24,6 | 21,0 | 15,7 | 8,9  | 4,8  | 4,5      | 14,2     | 24,0     | 15,2     | 14,5 |
| T. min. media (°C)  | −3,0 | −2,3 | 0,8  | 4,5  | 8,2  | 11,6 | 13,5 | 13,3 | 10,6 | 6,7  | 2,5  | −1,2 | −2,2     | 4,5      | 12,8     | 6,6      | 5,4  |

## Storia

### Origini del nome
Detta in epoca romana Forum Iulii, la tradizione la indica come fondata da Giulio Cesare: «Forum Iulii ita dictum, quod Iulius Caesar negotiationis forum ibi statuerat». In epoca longobarda, fra il VI e l'VIII secolo, venne chiamata Civitas Fori Iulii. Nel X secolo, essendo ubicata nella parte orientale del regno di Lotario, chiamata Austria, cominciò a chiamarsi Civitas Austriae. Abbreviando il nome ufficiale, la popolazione la denominò Civitate(m), da cui discesero i nomi locali di Cividât, Zividât, Sividât e successivamente, intorno al XV secolo, quello di Cividal d'Austria e finalmente, solo dalla guerra fra Venezia e la Lega di Cambrai, si iniziò a usare la denominazione attuale di Cividale del Friuli.

### Dai primi abitatori ai celti
La presenza umana nella zona dove sorge Cividale risale a epoche piuttosto antiche, come attestato dalle stazioni preistoriche del Paleolitico e del Neolitico trovate appena fuori della città; ad esse si aggiungono abbondanti testimonianze dell'Età del Ferro e della presenza veneta e celtica risalenti sino al IV secolo a.C.

### Epoca romana
La strategica posizione di questo primitivo insediamento indusse i Romani a stabilirvisi, fondando forse già nel II secolo a.C. un castrum, di ovvia natura militare, il quale fu in seguito elevato da Giulio Cesare a forum (mercato) e per tale motivo la località assunse il nome di "Forum Iulii" poi divenuto identificativo di tutta la regione. Successivamente la località fu elevata a municipium, venendo ascritta alla tribù romana Scaptia e assurse infine al rango di capitale della Regio X Venetia et Histria allorché Attila rase al suolo Aquileia nel V secolo.

### Epoca longobarda
Nel 568 giunsero dalla Pannonia i Longobardi, di origine scandinava, il cui re Alboino elesse subito la romana Forum Iulii a capitale del primo ducato longobardo in Italia e ponendovi duca il proprio nipote Gisulfo. Ribattezzata la propria capitale Civitas Fori Iulii, i longobardi vi eressero edifici imponenti e prestigiosi; nel 610 Cividale venne saccheggiata e incendiata dagli Avari, chiamati dal re longobardo Agilulfo (allora con sede a Milano) per punire la riottosità del duca "friulano" Gisulfo II. Nel 737, durante il regno di Liutprando e per sfuggire alle incursioni bizantine, il patriarca di Aquileia Callisto decise di trasferire qui la propria sede, così come già fece il vescovo di Zuglio che venne scacciato dallo stesso Callisto. La città ebbe così aumentato il suo ruolo anche grazie a quest'importante presenza ecclesiastica.

### Il Sacro Romano Impero e il Patriarcato di Aquileia
Nel 775 il Ducato del Friuli fu invaso dai Carolingi e i longobardi, col loro duca Rotgaudo in testa, impugnarono per l'ultima volta le armi fronteggiando l'arrivo dei Franchi. Sconfitti gli antichi dominatori, i Carolingi istituirono la marca orientale del Friuli, mantenendo come capitale Civitas Austriæ. Quest'ultima divenne sede di un'importante corte, soprattutto durante il marchesato di Eberardo che attirò uomini di cultura da tutt'Europa. Nel 825 l'imperatore Lotario I promulgò il capitolare di Corteolona che costituì le scuole imperiali, oltre a Pavia capitale del Regno d'Italia, anche Cividale ebbe la scuola pubblica di diritto, di retorica e arti liberali; dalla sede di Cividale dipendevano tutti gli studenti della Marca del Friuli.
Dalle famiglie che ressero la marca ebbero i natali importanti uomini politici tra cui l'imperatore Berengario, figlio dello stesso Eberardo. Nel X secolo, ossia in epoca ottoniana, la marca friulana venne declassata a contea (o contado) e inserita dapprima nella marca di Verona e quindi in quella di Carinzia (quest'ultima facente dapprima parte del Ducato di Baviera per poi assurgere essa stessa a Ducato). Resa meno potente da questa rivalutazione dei ruoli La Marca antica assusne in nome provvisorio di Bacudia, per circa 18 mesi. La ricomposizione dei poteri a livello centroeuropeo e norditaliano lasciò un importante spazio ai patriarchi, i quali accrebbero i propri beni e il proprio potere sin dall'inizio del X secolo e nel 1077 divennero liberi feudatari del Sacro Romano Impero su un vasto territorio. Sorse così lo Stato patriarcale durato sino al 1419.
Cividale rimase comunque il massimo centro politico e commerciale di tutto il Friuli, rivaleggiando dal XIII secolo con Udine, la quale era in forte ascesa grazie a una più congeniale posizione geografica, tanto che il patriarca Bertoldo di Andechs-Merania nel 1238 vi trasferì la propria sede. La città vide sorgere monasteri e conventi, palazzi e torri, qui posero residenza le più importanti casate parlamentari del Friuli e ne fiorirono di altrettanto dignitose. In quella stessa epoca, Cividale fu protagonista delle lotte intestine friulane, durante le quali la città era spesso alleata dei conti di Gorizia e dei nobili castellani contro Udine: uno dei momenti più eclatanti si consumò nel 1350 allorché a Cividale si ordì assieme ad alcuni castellani l'assassinio del patriarca Bertrando di San Genesio. Dopo che il successore di quest'ultimo, Nicolò di Lussemburgo, operò una sanguinosa repressione, nel 1353 l'imperatore Carlo IV concedette a Cividale l'apertura dell'Università. In quello stesso secolo, Cividale fu anche teatro di varie dispute tra casate cittadine e castellane.
Le lotte intestine friulane trovarono via via una più serrata intensità sino a concludersi convulsamente nel 1419, quando Venezia si decise a invadere la regione. Cividale si diede per prima alla Serenissima, stipulando una solenne pace e una contestuale alleanza. Nei decenni successivi alcuni nobili progettarono di aprire le porte allo spodestato patriarca Ludovico di Teck, tornato nel 1431 alla testa di 4000 ungari, ma il progetto fallì.

### Dalla dominazione veneziana al Regno d'Italia

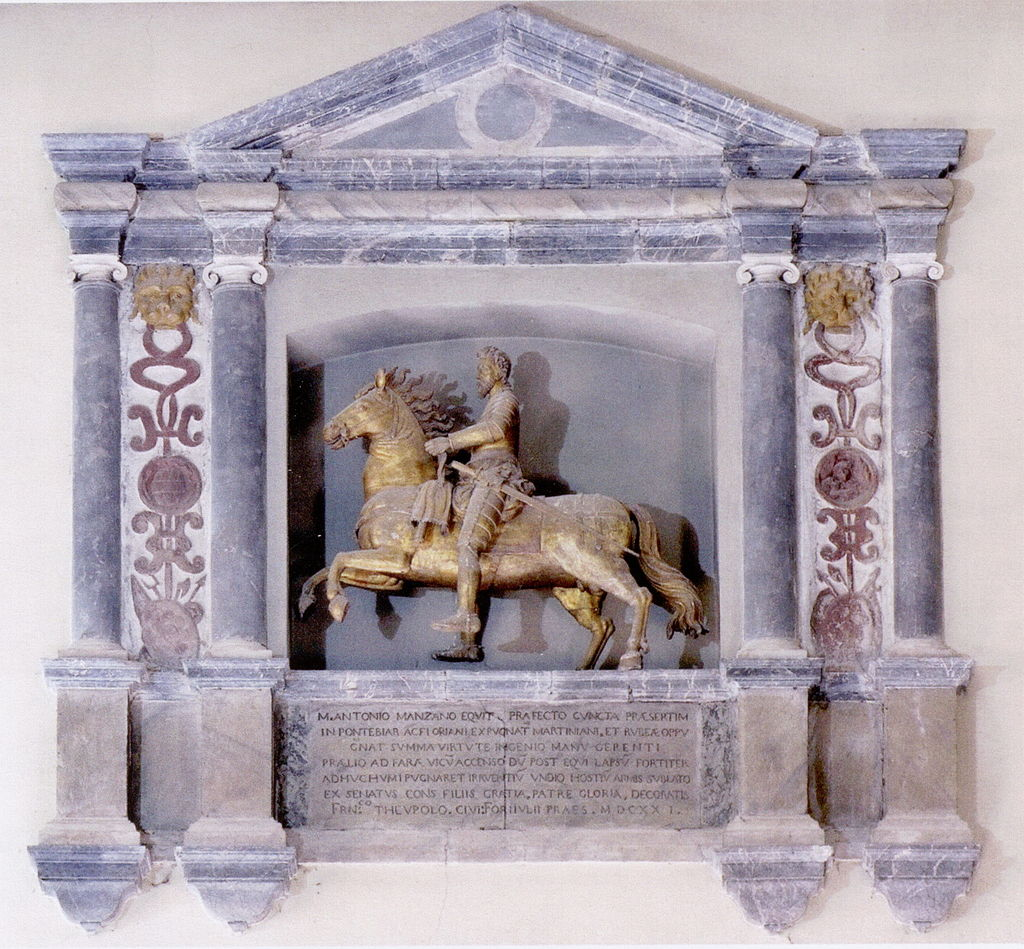
Monumento equestre di Marcantonio di Manzano, condottiero cividalese, appartenente alla nobile famiglia dei di Manzano, morto eroicamente nel 1617 durante l'assedio di Gradisca.

Scongiurato dopo quasi un trentennio il pericolo dei turchi, i quali pure in queste zone compirono razzie e violenze sino al 1499, nel primo Cinquecento scoppiò la guerra tra Venezia e la Lega di Cambrai e l'Impero tentò di occupare la città assediandola con le armate del duca Enrico VII di Brunswick nel 1509, ma dopo un'epica lotta i cividalesi riuscirono a far desistere l'esercito alemanno. Quest'ultimo, tuttavia, riuscì comunque a occupare Cividale nel settembre 1511, ma solo per poche settimane, dovendo abbandonare la città di fronte all'intervento veneziano. Attorno al 1530 la città perdette la gastaldia di Tolmino e le annesse miniere di mercurio d'Idria: ciò ne decretò un'inesorabile decadenza economica oltre a una marginalizzazione geografica e in seguito viaria dalla quale non ebbe mai più modo di riprendersi. Più di una volta si tentò di riportare a Cividale la sede del patriarcato d'Aquileia ma invano, con l'eccezione di Nicolò Donà nel 1497.
Nel 1553 Cividale ebbe istituito da Venezia un proprio provveditore ordinario, scelto dal Senato nel novero del patriziato veneto, e nel 1559 venne finalmente sancita la sua autonomia e del proprio territorio dalla Patria del Friuli, svincolandosi in tal modo dall'invisa Udine. Tra il 1598 e il 1599 si sviluppò una drammatica epidemia di peste. Tra la fine del Cinquecento e l'inizio del Seicento, Cividale fu teatro di una lunga faida che coinvolse pressoché tutte le famiglie nobili locali creando non pochi grattacapi ai rettori veneti. Nello stesso periodo, alcuni cividalesi si distinsero con le armi non solo durante la guerra di Gradisca (1615-1617), combattuta ovviamente anche in questo territorio, ma pure in varie armate d'Europa. Malgrado il drastico ridimensionamento politico ed economico, qui ebbero i natali parecchi uomini di cultura, talvolta di rilevanza internazionale, nonché importanti uomini d'arme e di chiesa e non si cessò mai di abbellire i palazzi e le chiese avvalendosi di celebri nomi quali il Palladio, Palma il Giovane e così via.
Nel 1797 con il trattato di Campoformido tra Napoleone e l'Austria Cividale passò all'Impero asburgico; dopo il breve periodo in cui fece parte del napoleonico Regno d'Italia (1805-1813), essa fu riassegnata all'Austria dal Congresso di Vienna (1815). Fra il 1848 ed il 1866 vi fu la presenza di un vivace movimento risorgimentale; nel 1866, dopo la terza guerra di indipendenza, fu annessa al Regno d'Italia col Veneto e il Friuli e nel periodo noto come Belle Époque fu teatro di un'effervescente attività politica.

### Le due guerre mondiali
Durante la prima guerra mondiale, Cividale ospitò il comando della II Armata e rimase danneggiata da bombardamenti aerei; occupata dagli austro-tedeschi in seguito alla disfatta di Caporetto, la città venne riconquistata dagli italiani alla fine di ottobre 1918 dopo la vittoria sul Piave. Negli anni seguenti fu foriera di illustri personalità date al Fascismo. Nel corso della seconda guerra mondiale (1943) la città venne annessa con tutto il Friuli al Terzo Reich e qui vennero anche dislocate truppe cosacche e calmucche alleate dei tedeschi.
Sul suo territorio si consumò non solo la guerra civile ma altresì un drammatico episodio di lotta tra partigiani osovani e garibaldini (comunisti e socialisti, agli ordini del IX Korpus jugoslavo): nel Bosco Romagno i Gappisti comunisti uccisero diversi combattenti Osovani (tra cui il fratello di Pier Paolo Pasolini Guido) precedentemente catturati alle malghe di Porzûs. Furono diversi gli episodi di scontro tra Osovani e Garibaldini filo-titini. Una situazione dovuta al fatto che gli Jugoslavi non nascosero mai il loro desiderio di annettere i territori italiani slavofoni, in virtù di una storica presenza di popolazioni slave. Questo provocò una netta contrapposizione tra Osovani e Garibaldini.
Nel secondo dopoguerra, Cividale è stata la sede del comando e di alcuni reparti della Brigata meccanizzata "Isonzo", posta a difesa della frontiera orientale in caso di invasione da parte del patto di Varsavia, dove alcune componenti della Fanteria d'arresto custodivano diverse opere difensive, tra cui la Galleria di Purgessimo. La particolare posizione in tale contesto storico e geopolitico portò alla presenza in zona dell'Organizzazione Gladio, - articolazione nazionale della Stay-behind della NATO - a cui aderirono principalmente alpini ed ex alpini addestrati ad organizzare una resistenza armata sul territorio in caso di invasione sovietica. La Città e il territorio subirono alcuni danni nel terremoto del 1976, ma le ferite vennero presto rimarginate.

### Onorificenze
La città di Cividale del Friuli è tra le città decorate al valor militare per la guerra di liberazione, insignita della medaglia d'argento al valor militare per i sacrifici delle sue popolazioni e per la sua attività nella lotta partigiana durante la seconda guerra mondiale:

## Monumenti e luoghi d'interesse

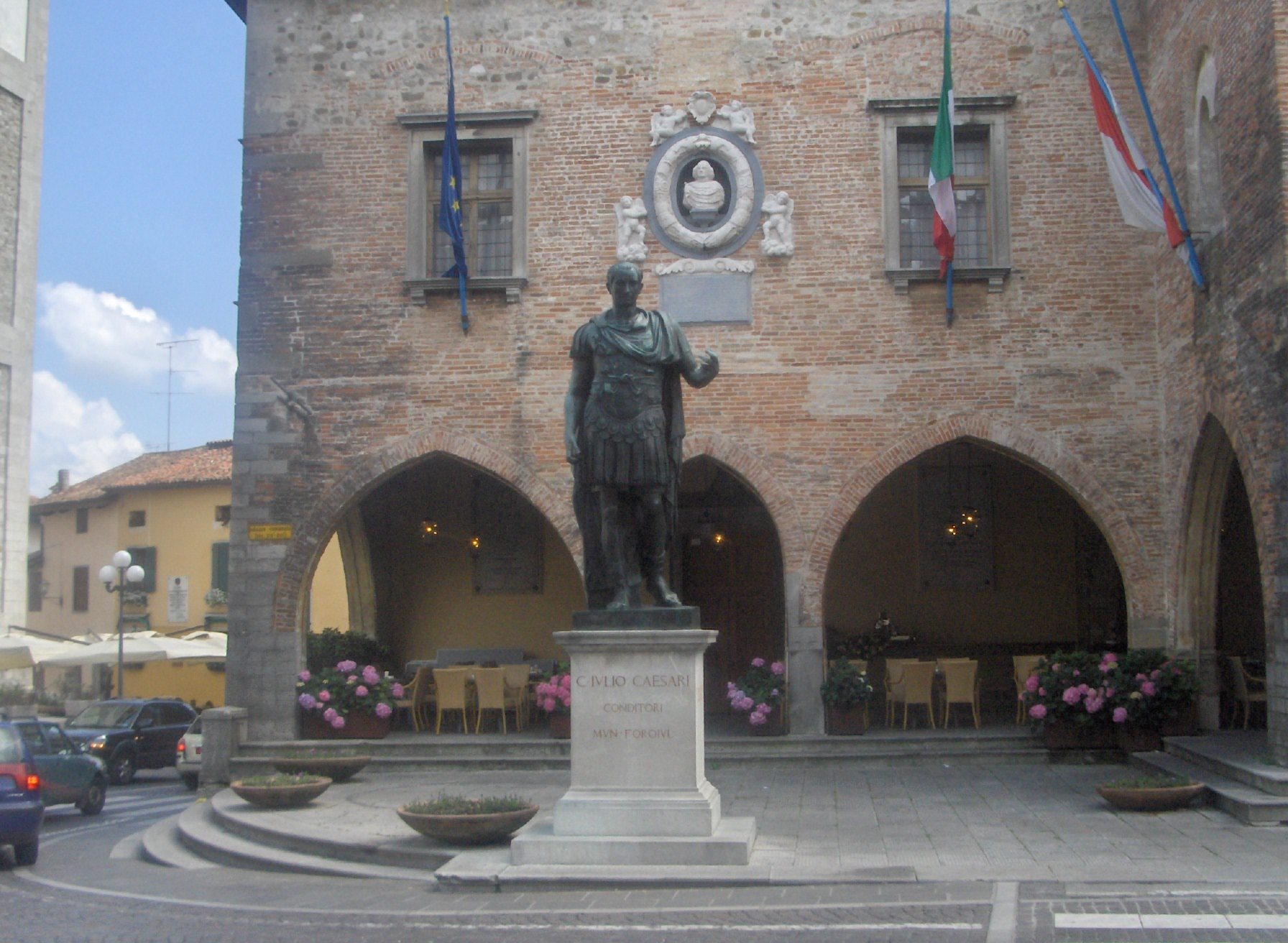
La statua di Giulio Cesare davanti al Palazzo Comunale

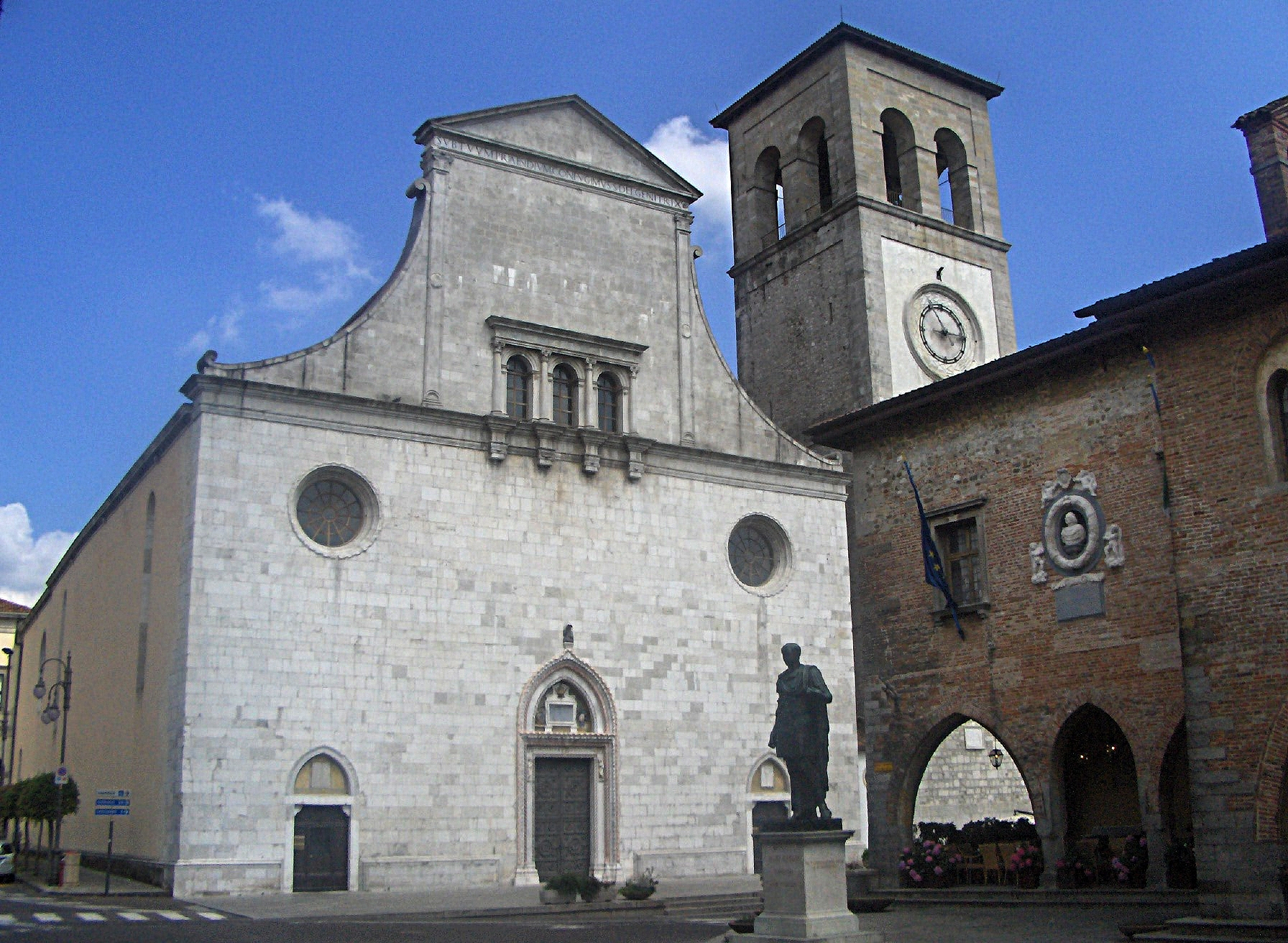
Il Duomo e il palazzo Comunale

Tra le testimonianze artistiche e architettoniche della città spiccano:

### Architetture civili
- Palazzo Comunale, un edificio gotico di mattoni frutto di rimaneggiamenti effettuati tra il 1545 e il 1588 al preesistente edificio del XIII secolo; all'interno del cortile sono stati rinvenuti i resti di una domus romana risalente al I-II secolo d.C.[21];
- Palazzo dei Provveditori veneti, costruito tra il 1565 ed il 1605 su un modello di Palladio, ospita il Museo archeologico nazionale di Cividale del Friuli che conserva, in particolar modo, reperti archeologici di età longobarda e importanti codici medievali;
- Casa medievale, in Borgo Brossana, risalente al Trecento;[22]
- Dimore nobiliari: palazzo de Nordis (sec. XVI); palazzo Paciani (sec. XVI); castello Craigher-Canussio (secc. XIV-XIX); palazzo Pontotti-Brosadola (sec. XVIII); palazzo Bonessa de Pollis (secc. XV-XVIII); palazzetto de Puppi (secc. XVII-XVIII); palazzo de Portis (secc. XV-XVIII); palazzo della Torre (secc. XIII-XVI); palazzo Cossio-Nussi (sec. XVIII); palazzo Levrini-Stringher (sec. XVI); villa Foramiti-Moro (sec. XVIII); palazzo de Claricini (sec. XVIII); palazzo Gàbrici-Craigher (sec. XIX); villa Gattorno-Di Lenardo (sec. XIX).
- Ipogeo celtico, ambiente scavato nel sottosuolo; diverse sono le interpretazioni sull'origine e la funzione: se ne ipotizza una funzione funeraria e in seguito quella di carcere in età romana e longobarda;
- Museo cristiano, attiguo al duomo da cui vi si accede, ospita il battistero di Callisto (VIII secolo) e l'ara di Rachtis (730-740 circa), capolavori della scultura longobarda;
- Ponte del Diavolo con la suggestiva vista sul Natisone.[23]

### Architetture religiose
- Duomo di Santa Maria Assunta (XV - XVI secolo), sorto in luogo del precedente edificio sacro, danneggiato dal terremoto del 1448, dopo il crollo del 1502 fu riedificato con gusto rinascimentale dall'architetto Pietro Lombardo da Carona; all'interno si ammira la Pala d'argento di Pellegrino II, capolavoro dell'oreficeria medioevale italiana, e due tele di Palma il Giovane;
- Monastero di Santa Maria in Valle (sec. VII),[24] il complesso monastico sorse alla metà del VII secolo per ospitare le monache benedettine, ed oltre al monastero si compone della chiesa di San Giovanni in Valle (sec. VII), del chiostro e della sala del refettorio; sul lato sud della costruzione è possibile vedere le strutture murarie più antiche che in parte inglobano il Tempietto longobardo (sec. VIII), sorto successivamente come cappella del monastero, straordinario compendio di architettura e scultura altomedievale;
- Chiesa di San Francesco, edificata nel XIII secolo, ora sconsacrata ed utilizzata per mostre temporanee e manifestazioni;
- Chiesa di San Giovanni in Xenodochio, che sorge dove esisteva una chiesa paleocristiana alla quale venne successivamente aggiunto un ospizio per i pellegrini;
- Chiesa di Santa Maria di Corte, cosiddetta perché già appartenente alla corte dell'antico palazzo patriarcale;
- Chiesa dei Santi Pietro e Biagio nel borgo Brossana;
- Chiesa di San Pietro ai Volti;[25]
- Chiesa dei Santi Silvestro e Valentino;
- Chiesa di San Martino;
- Chiesa di San Pantaleone a Rualis;
- Chiesa di San Giorgio in Vado a Rualis;
- Chiesa delle Sante Dorotea e Apollonia a Grupignano, costruita nel XVI secolo;
- Chiesa di San Floriano nei pressi di Sanguarzo[26][27];
- Chiesa di San Floriano a Gagliano.

## Società

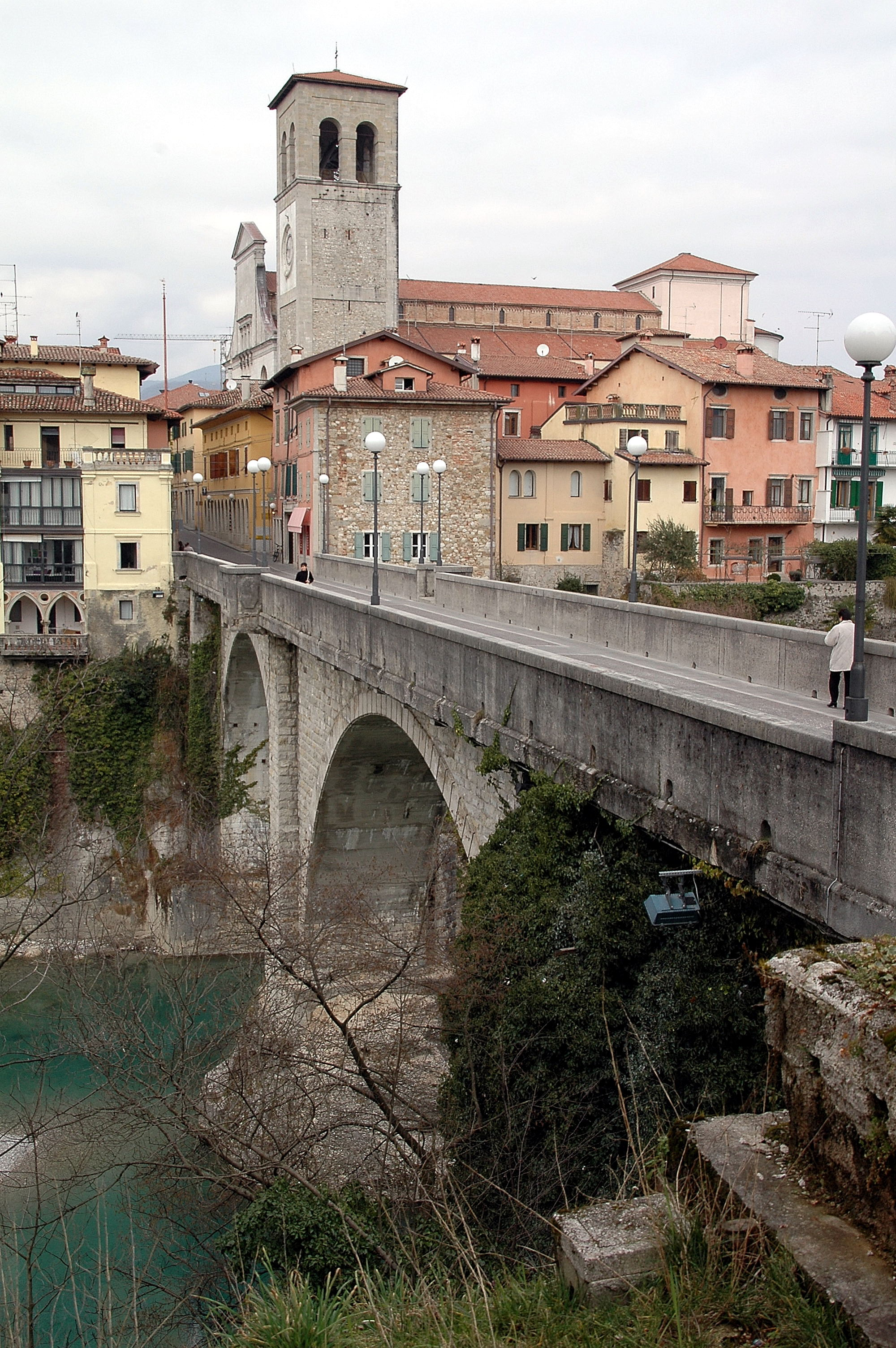
Il ponte del Diavolo sul fiume Natisone

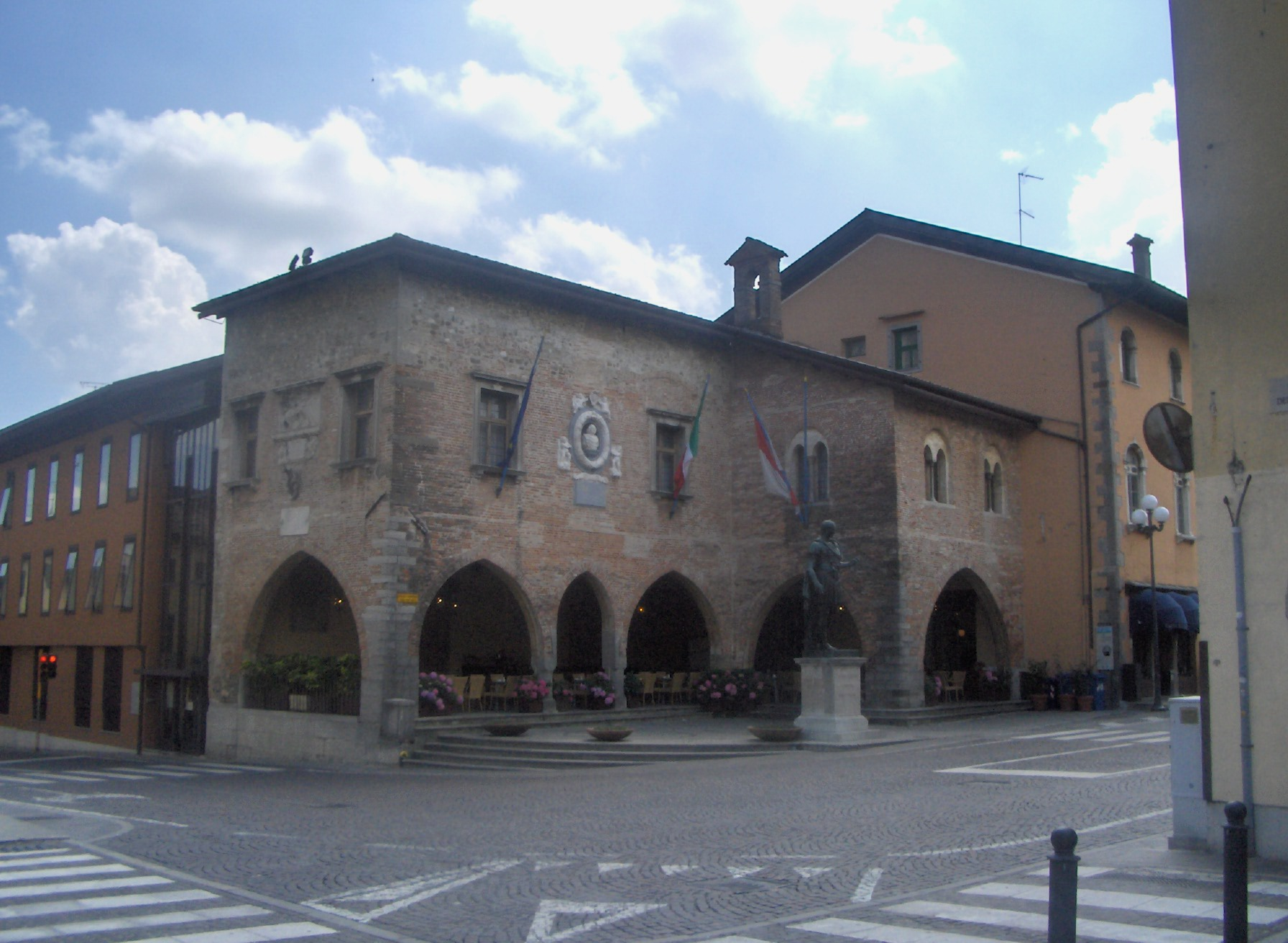
Il palazzo comunale

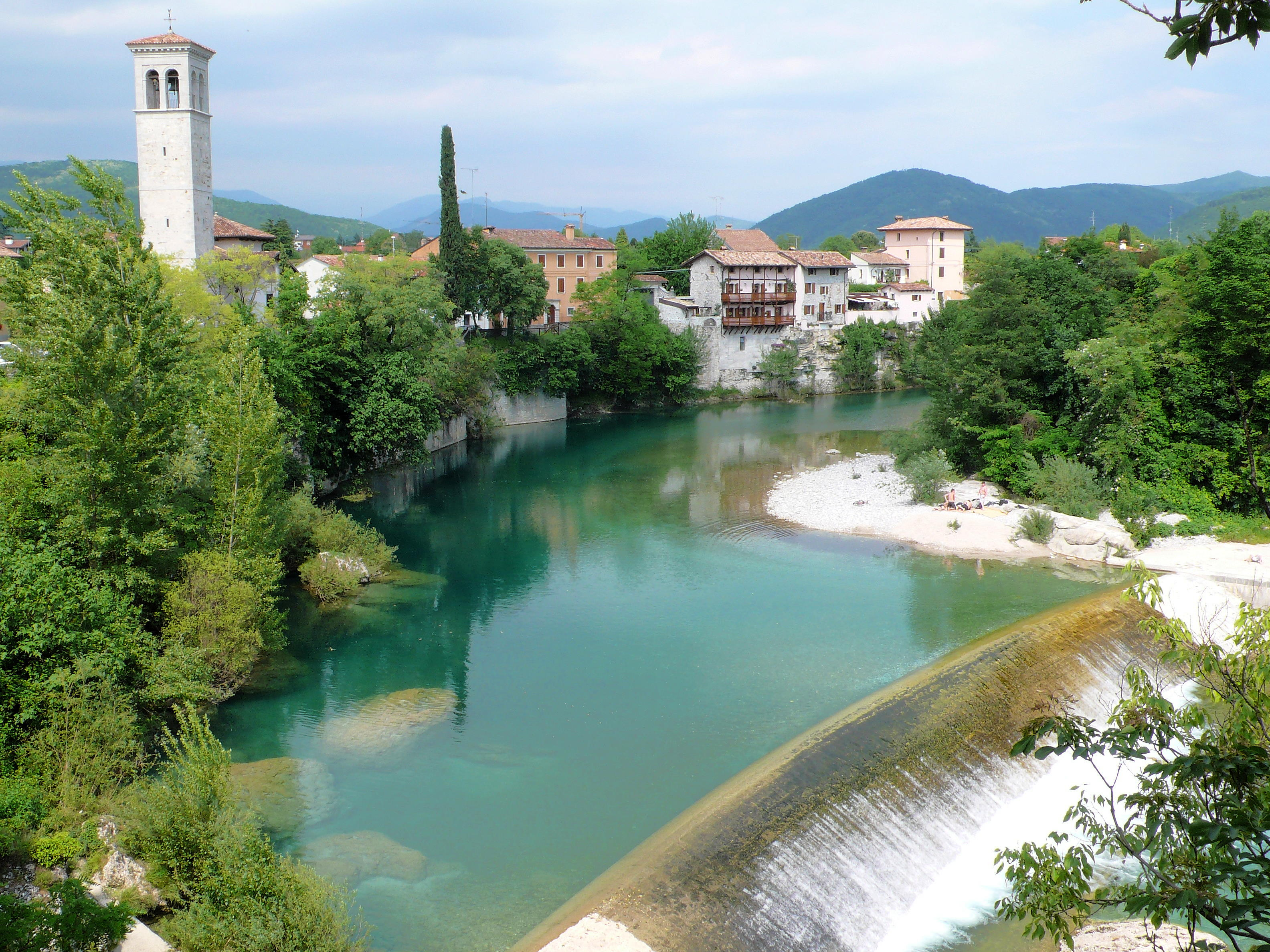
Il Natisone a Cividale

### Evoluzione demografica
Abitanti censiti

### Etnie e minoranze straniere
Gli stranieri residenti nel comune sono 914, ovvero l'8,09% della popolazione. Di seguito sono riportati i gruppi più consistenti:
1. Romania, 149
2. Albania, 123
3. Bosnia ed Erzegovina, 113
4. Ucraina, 60
5. Repubblica di Macedonia, 48
6. Ghana, 41
7. Cina, 104
8. Bangladesh, 29
9. Marocco, 300
10. Montenegro, 23

### Lingue e dialetti

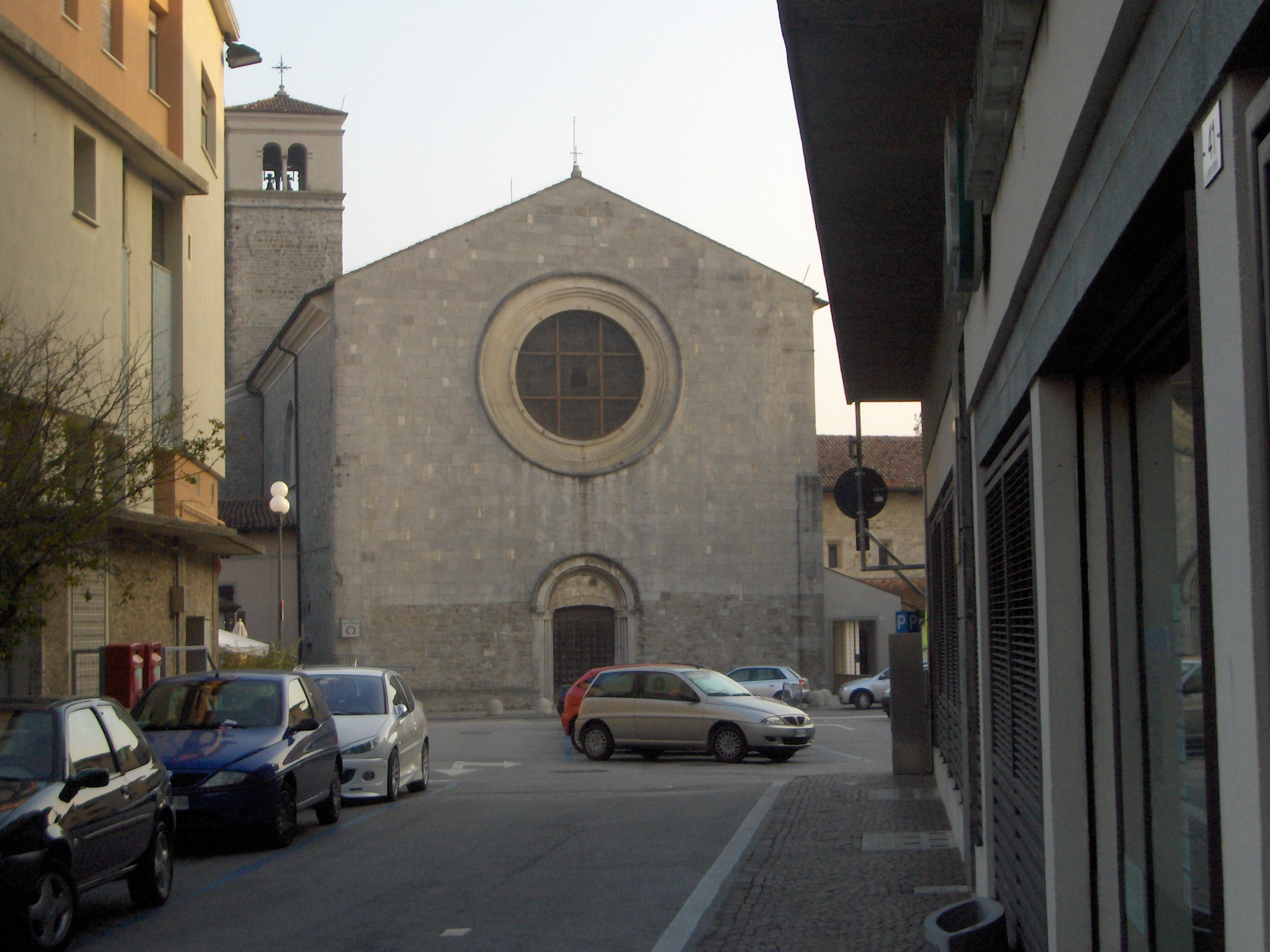
La chiesa sconsacrata di San Francesco

A Cividale del Friuli, accanto alla lingua italiana, la popolazione utilizza la lingua friulana. Ai sensi della Deliberazione n. 2680 del 3 agosto 2001 della Giunta della Regione Autonoma Friuli-Venezia Giulia, il Comune è inserito nell'ambito territoriale di tutela della lingua friulana ai fini della applicazione della legge 482/99, della legge regionale 15/96 e della legge regionale 29/2007. La lingua friulana che si parla a Cividale del Friuli rientra fra le varianti appartenenti al friulano centro-orientale. Cividale è altresì compresa nell'elenco dei comuni nei quali si applicano le misure per la tutela della minoranza di lingua slovena, a norma dell'articolo 4 della legge n38 del 23 febbraio 2001 "Norme per la tutela della minoranza linguistica slovena della regione Friuli-Venezia Giulia". Questa appartenenza è stata criticata da quanti sostengono che non vi sarebbero prove di una presenza slovena nella città di Cividale. Infatti, secondo il censimento del 1971, meno dell'1% della popolazione era slovena.

### Religione
La maggior parte della popolazione comunale, come per il resto dell'Italia, appartiene alla Chiesa cattolica.
A Cividale del Friuli ha sede la forania di Cividale, suddivisione dell'arcidiocesi di Udine e costituita da 18 parrocchie gestite da 16 sacerdoti.
Nel comune sono presenti le parrocchie di:
- santa Maria Assunta a Cividale
- san Floriano a Gagliano
- santi Maria e Mauro a Purgessimo[38]
- santo Stefano a Rualis
- san Marco Evangelista a Rubignacco
- san Giorgio a Sanguarzo

### Tradizioni e folclore
Il 6 gennaio si celebra la Messa dello Spadone, particolare rito religioso e corteo in costumi d'epoca con la rievocazione storica dell'entrata a Cividale del Patriarca Marquardo di Randeck (1366).

#### Gioco del Truc
Il gioco del Truc è un antico gioco che si svolge a Cividale del Friuli nei giorni di Pasqua e Pasquetta. Un manoscritto conservato nel Museo archeologico nazionale di Cividale del Friuli fa risalire il gioco al XVIII secolo.
Si svolge solo nelle piazze cividalesi. Giochi analoghi si svolgono nel Veneto, in Emilia Romagna ed anche in Lusazia (Germania) dove si pratica il Waleien che ha strutture e regole come il Truc.
Il vocabolo che dà il nome al gioco è onomatopeico. Imita il suono di oggetti che si toccano. Il gioco consiste in un grande catino ovale riempito di sabbia in cui si fanno scendere uova colorate, secondo precise regole, con lo scopo di farle toccare tra loro.

##### Regole del gioco
Viene utilizzato l'uovo, perché è simbolo di rinascita. Si utilizzano solo uova sode di gallina. L'uovo deve essere colorato con coloranti naturali come tè o caffè e l'utilizzo di erbe e fiori con cui si avvolge l'uovo prima di immergerlo nell'acqua per la bollitura. L'uovo deve essere lasciato andare posizionandolo su una tegola. Chi riesce a colpire uno o più uova ha diritto ad un altro lancio. Il proprietario dell'uovo colpito deve pagare con una moneta il proprietario dell'uovo che ha effettuato il tiro e mettersi in coda per tornare a giocare. Chi si ritira dal gioco deve lasciare una moneta per poter riprendersi l'uovo. Se l'ultimo giocatore non colpisce alcun uovo, il gioco riprende dal primo giocatore che è rimasto in attesa.

### Cucina

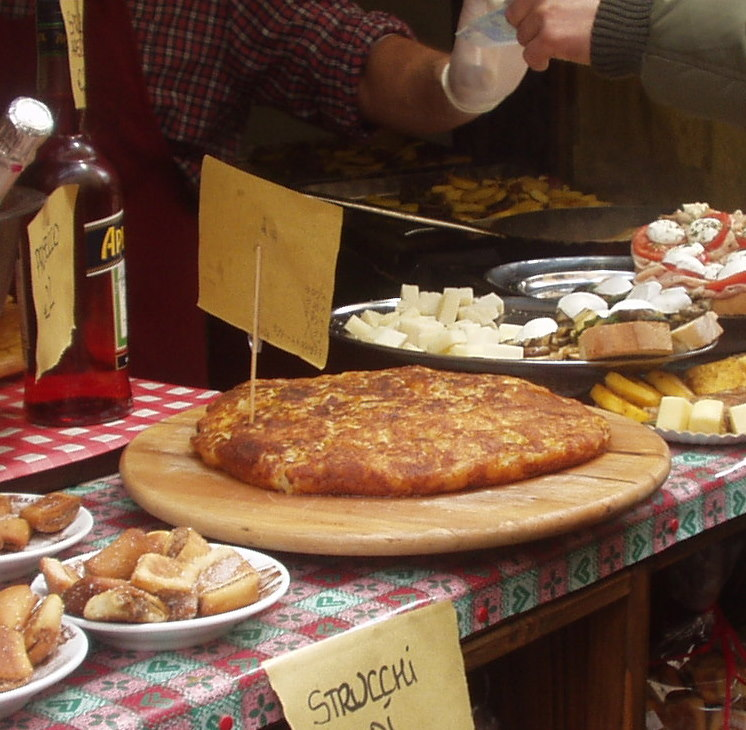
Frico con le patate

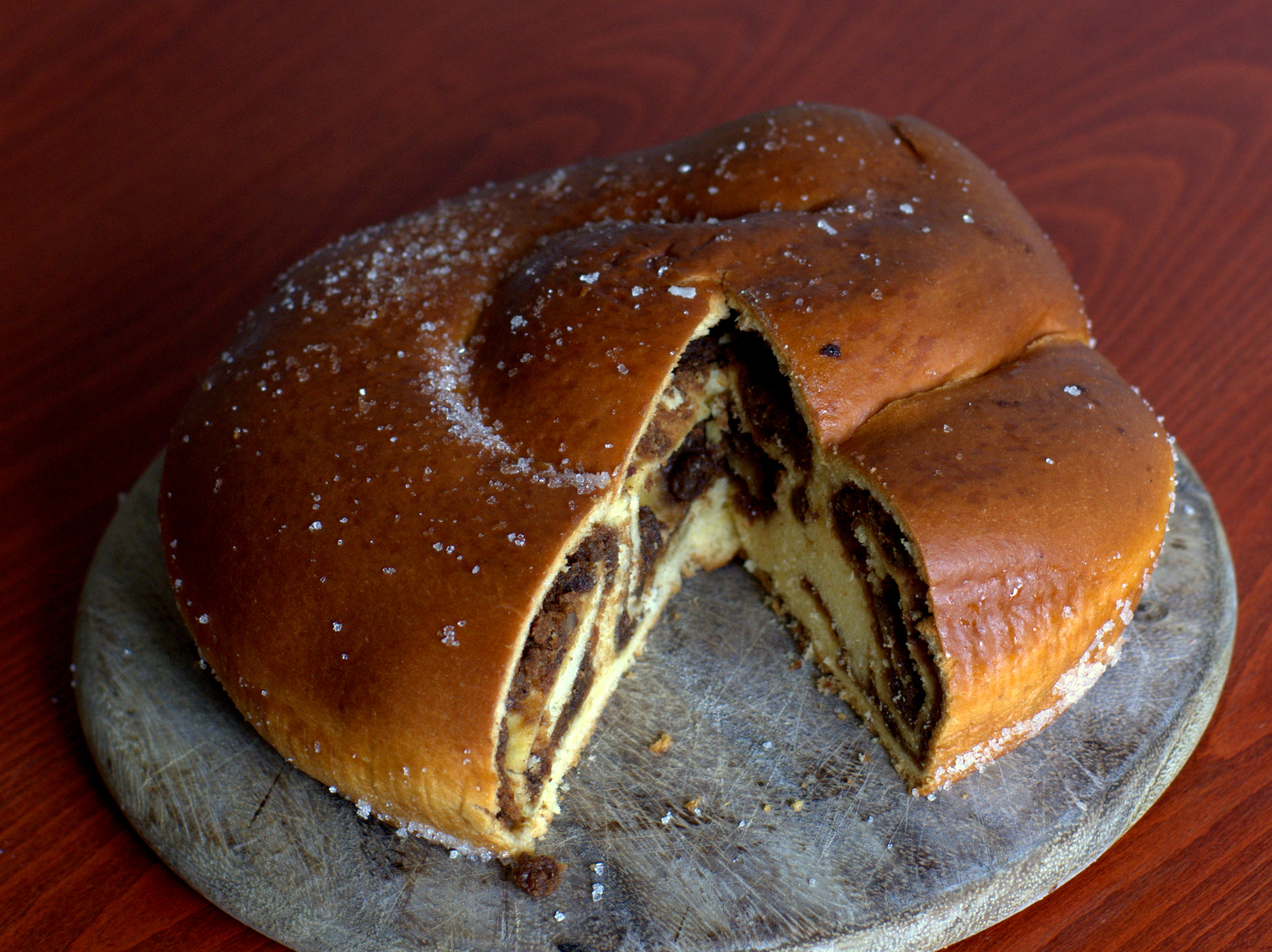
Gubana

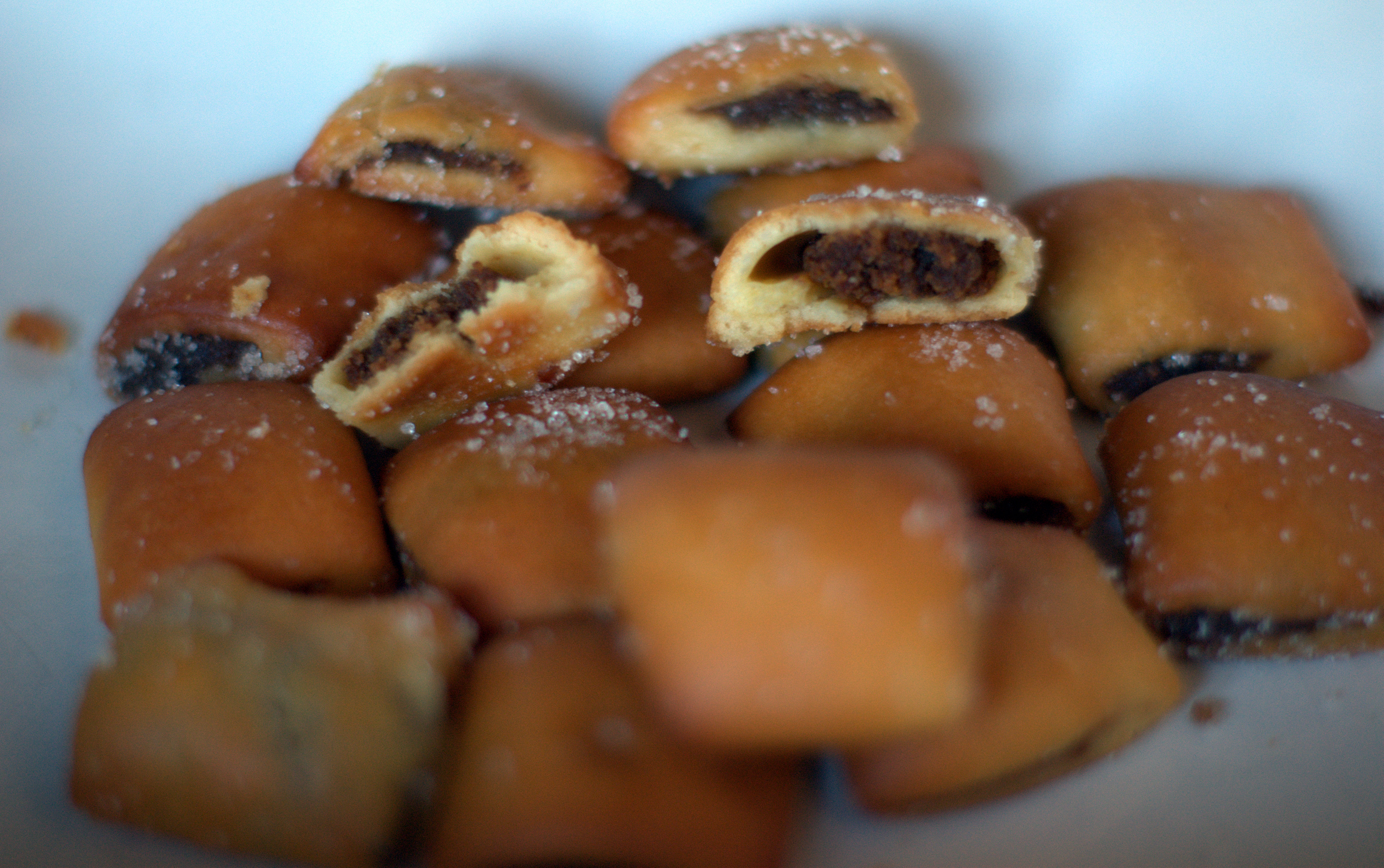
Strucchi

La cucina cividalese è tipica della valle del Natisone e del Friuli orientale. Particolarmente importanti i vini, i formaggi e la pasticceria: la Gubana, un tipico dolce delle valli del Natisone, a base di pasta dolce lievitata con un ripieno di noci, uvetta, pinoli, zucchero, scorza grattugiata di limone, dalla forma a spirale e cotto al forno, le gubanette, simili alla gubana ma più piccole, e gli strucchi, pasta dolce fritta o lessa ripiena con uvetta, pinoli, noci e nocciole. Oltre a questi piatti c'è il frico, un preparato di cipolle, patate e formaggio fuso in parte fritto attraverso il grasso del formaggio stesso.

## Sport
Cividale del Friuli ha una tradizione sportiva legata principalmente alla pallacanestro. La UEB Gesteco Cividale, fondata nel 2020, partecipa dalla stagione 2022-2023 al campionato nazionale di Serie A2. Le partite interne si svolgono presso il PalaGesteco, che in passato ha ospitato anche le gare casalinghe della APU Udine durante la stagione 2016-2017.
Un'altra realtà cestistica locale è la Longobardi Cividale, che nel 2020 ha riportato una prima squadra con il nome storico "Longobardi" alla palestra Martiri della Libertà. Attualmente, la squadra milita in Serie C Silver.

## Cultura
Cividale è la città capofila del progetto Longobardi in Italia: i luoghi del potere (568-774 d.C.), inserito nella lista dei patrimoni dell'umanità dell'UNESCO nel giugno 2011 ed è membro associato del progetto europeo a guida italiana EUHeritage-TOUR; a Cividale fa parte del sito seriale l'area della Gastaldaga con il Tempietto longobardo e il Complesso episcopale, che include i resti del Palazzo patriarcale sottostanti al Museo archeologico nazionale.

### Mittelfest
Dal 1991 è sede del festival internazionale di teatro, musica, danza e marionette Mittelfest, che ogni estate ospita i più importanti artisti e le più rilevanti realtà dello spettacolo dal vivo mitteleuropee.

### Istruzione
Nel comune sono presenti le seguenti scuole: 4 scuole dell'infanzia, 4 scuole primarie, 2 scuole secondarie di 1º grado, 5 scuole secondarie di 2º grado, un centro di formazione professionale, una sede didattica della scuola di specializzazione in beni storico-artistici dell'Università degli Studi di Udine.

### Musei
- Museo archeologico nazionale di Cividale del Friuli
- Museo cristiano e tesoro del duomo di Cividale del Friuli
- Museo della Grande Guerra di Cividale del Friuli

## Economia

### Industria
A Cividale ha sede la Distilleria Domenis 1898, storica ditta produttrice di grappa.

### Servizi
A Cividale ha sede la Banca Popolare di Cividale, banca locale di riferimento per il Friuli Venezia Giulia ed il Veneto Orientale.

## Infrastrutture e trasporti

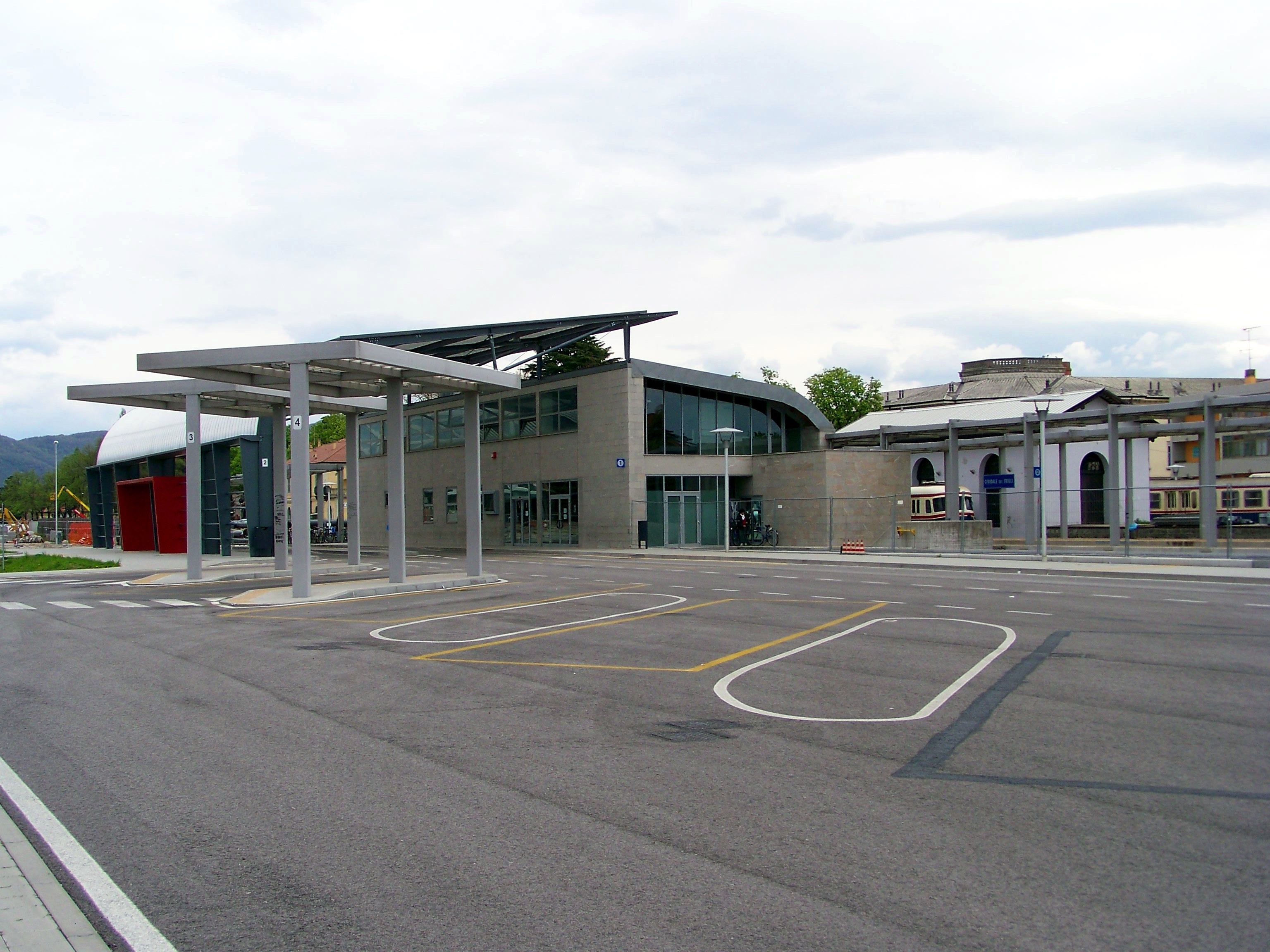
La stazione ferroviaria

### Strade
Il paese è attraversato dalla strada statale 54 del Friuli.

### Ferrovie
La stazione di Cividale è scalo terminale della linea ferroviaria per Udine ed è servita dai treni regionali FUC a frequenza oraria.
Il nuovo terminale è stato aperto nel 2008 e funge da centro intermodale tra servizi ferroviari e su gomma extraurbani e urbani.

## Amministrazione
| Periodo | Periodo   | Primo cittadino    | Partito              | Carica                    | Note                          |
| ------- | --------- | ------------------ | -------------------- | ------------------------- | ----------------------------- |
| 1985    | 1990      | Giuseppe Pascolini | Democrazia Cristiana | Sindaco                   | Scadenza naturale del mandato |
| 1990    | 1995      | Giuseppe Pascolini | Democrazia Cristiana | Sindaco                   | Scadenza naturale del mandato |
| 1995    | 1997      | Giuseppe Bernardi  | Centro-sinistra      | Sindaco                   | Dimissioni del Consiglio      |
| 1997    | 1998      | Edoardo Colli      | -                    | Commissario straordinario | -                             |
| 1998    | 2000      | Giuseppe Pascolini | Centro-destra        | Sindaco                   | Scioglimento del Consiglio    |
| 2000    | 2005      | Attilio Vuga       | Centro-destra        | Sindaco                   | Scadenza naturale del mandato |
| 2005    | 2010      | Attilio Vuga       | Centro-destra        | Sindaco                   | Scadenza naturale del mandato |
| 2010    | 2015      | Stefano Balloch    | Centro-destra        | Sindaco                   | Scadenza naturale del mandato |
| 2015    | 2020      | Stefano Balloch    | Centro-destra        | Sindaco                   | Scadenza naturale del mandato |
| 2020    | in carica | Daniela Bernardi   | Centro-destra        | Sindaco                   |                               |

Il gonfalone comunale

Dati del Ministero dell'Interno e della Regione autonoma Friuli Venezia Giulia.

## Nella cultura popolare
Nella città di Cividale del Friuli sono ambientati: 
- il racconto giallo di Anthony Muroni intitolato "Il sangue della festa", pubblicato nell'anno 2013
- una parte del romanzo di Antonio Manzini "Pulvis et Umbra", edito da Sellerio nel settembre 2017
- parte del romanzo "Io e te" di Niccolò Ammaniti,[52]
- l’ultimo romanzo pubblicato da Piero Chiara, “Vedrò Singapore?” del 1981

Infine, Simone Chialchia, nativo di Cividale, ha pubblicato una serie di fantasy ambientati nella sua città d'origine.